# سوي كاي
سوي كاي (بالصينية: 崔凯) (21 يناير 1987 بداليان في الصين - ) هو لاعب كرة قدم صيني في مركز حراسة المرمى. لعب مع Dalian Transcendence F.C. ‏ وLiaoning F.C. ‏ ونادي تشونغتشينغ وShenyang Dongjin F.C. ‏.

## وصلات خارجية
- سوي كاي على موقع قاعدة بيانات كرة القدم.إي يو (الإنجليزية)
- سوي كاي على موقع Soccerway.com (الإنجليزية)